# Lennikim
 (mai 2025).
Lennikim, précédemment Lenni-Kim, de son nom complet Lenni-Kim Lalande, est un chanteur, auteur-compositeur-interprète et acteur canadien, né le 8 septembre 2001 à Montréal (Québec).

## Biographie
Lenni-Kim Lalande naît le 8 septembre 2001 à Montréal, au Québec. Il est le fils unique de Guy Lalande et Myriam Landry.
Dès son plus jeune âge, il imite les chanteurs qu'il regarde à la télévision. À l'âge de huit ans, il entre dans une agence artistique et commence à enchaîner les tournages de publicités et de films au Québec : il tourne dans la série télévisée Les Beaux Malaises, sur TVA en 2013, puis dans la série Marc-en-peluche, sur Télé-Québec en 2015-2016, et dans le film Le Pacte des anges, de Richard Angers, en 2016.
En 2015, il se fait connaître en France en participant à la deuxième saison de l'émission The Voice Kids , où il choisit Patrick Fiori pour coach vocal. Il est ensuite éliminé à l'étape des « battles ».
Pour souligner la Journée mondiale de la prévention du suicide, il lance la chanson Pourquoi tout perdre, accompagné d'un clip réalisé par Antoine Olivier Pilon.
En 2017, il signe un contrat avec Warner Music France, qui produit son album Les autres, sorti en juin 2017. Il est classé à la 89e place des meilleures ventes d'albums en France et à la 46e place des meilleures ventes d'albums en Belgique francophone.
En 2017, il chante en duo avec Lou Jean le générique de la deuxième saison de la série Miraculous : Les Aventures de Ladybug et Chat Noir.
À l'automne 2017, il participe à la huitième saison de l'émission Danse avec les stars sur TF1, aux côtés de la danseuse Marie Denigot, et termine deuxième de la compétition. Étant âgé de seize ans à l'époque, il est le plus jeune candidat de l'histoire de l'émission, toutes saisons confondues.
Il est nommé aux 19e NRJ Music Awards dans la catégorie « Révélation francophone de l'année ».
Le 16 février 2018, il sort un nouveau clip pour sa chanson Juste toi et moi. La même année, il joue dans cinq épisodes de la série télévisée de TF1 Demain nous appartient, interprétant le rôle de Zac, un correspondant québécois des jumeaux Moreno. Le 1er septembre 2018, il participe à l'émission Fort Boyard, présentée par Olivier Minne, aux côtés de Tal, Isabelle Morini-Bosc, Guillaume Pley, Isabelle Vitari et Jeanfi Janssens, pour l'association Asperger Amitié.
Le 13 juillet 2019, il participe pour la seconde fois à l'émission Fort Boyard, pour l'association Les Bonnes Fées, aux côtés Vaimalama Chaves, Sylvie Tellier, Nicole Ferroni, Francis Lalanne et Pierre-Jean Chalençon. Le 13 septembre 2019 suivant, il sort un nouvel EP, 18. Il est classé à la 44e place des meilleures ventes d'albums en France et à la 7e place des meilleures ventes d'albums en Belgique francophone. Le 9 novembre 2019, il est nomme une seconde fois en tant que « Révélation francophone de l'année » aux NRJ Music Awards et chante sur scène lors de la cérémonie. C'est également la sortie du clip Ce mur qui nous sépare, tourné avec Lou Jean et inspiré par la série Miraculous. Il organise une série de tournées en 2018-2019, en France, en Belgique, en Suisse, au Québec et en Russie. Durant cette tournée, il chante à trois reprises au Casino de Paris à guichet fermé. Pour la dernière date de la tournée, il fait salle comble à l'Olympia de Paris le 22 mai 2019. Le 19 octobre 2019, il participe à l'émission spéciale 10 ans de Danse avec les stars, lors de la dixième saison sur TF1, aux côtés du duo composé de Yoann Riou et d'Emmanuelle Berne.
Le 11 mars 2020, la deuxième tournée de Lennikim est reportée en raison de la pandémie de Covid-19. Le 21 mars 2020, Le chanteur annonce être positif au coronavirus, après avoir été testé plus tôt dans la semaine dans un hôpital montréalais[pertinence contestée].
Le 30 avril 2021, Lennikim sort son single Mélancolie, accompagné du clip sorti six jours plus tard.
En 2022, Lennikim et Warner Music France terminent leur collaboration et il devient artiste indépendant.
Lennikim lance son single Things I Want en novembre 2023 accompagné d’un vidéoclip réalisé par Marianne Farley et chorégraphié par Mecnun Giasar. Le 26 janvier 2024, il lance son single Scars accompagné d’un vidéoclip réalisé par Marianne Farley. En février 2024, il est la tête d'affiche du drame FEM sur Unis TV,. La série est présentée en avant-première au festival Festival de films francophones Cinemania en novembre 2023. C'est en février 2024, au Bain Mathieu, que la série a sa première médiatique en présence de la distribution.
Lennikim est nommé au gala des Prix Gémeaux 2024 dans la catégorie « Meilleur premier rôle masculin : série dramatique » pour la série FEM.
Lennikim est également candidat sur ICI Télé du télé-crochet pour célébrités Zénith. Début 2024, il interprète, aux côtés de Clodelle, une version rock de la chanson La Vie en rose. La soirée a commencé avec le duo de Lennikim et de Clodelle pour la génération Z.
Il sort son single See Me Now le 8 août 2024 et interprète le même jour le single au Festival Fierté Montréal sur la scène IMMIX aux côtés de la chanteuse Mitsou Gélinas. 
En novembre 2024, il fait partie du jury courts-métrages au Festival de films francophones Cinemania, aux côtés de Chloé Robichaud et Léa Clermont-Dion.

## Vie privée
En 2024, dans le podcast Pas peu fières, il révèle se définir comme queer et gay. En 2025, il confirme son homosexualité au cours d'une interview accordée à TMRW Magazine, et indique avoir dû cacher publiquement sa sexualité sous la pression de son label.

## Discographie

### Singles
- Pourquoi tout perdre (2015)
- Don't Stop (2017)
- Yolo (2017)
- Miraculous (avec Lou Jean) (2017)
- Juste toi et moi (2018)
- Still Waiting for You (2018)
- Minuit (2019)
- 18 - Unplugged (2019)
- Ce mur qui nous sépare (avec Lou Jean) (2019)
- Bad Buzz (2020)
- T'Emballer (2020)
- Mélancolie (2021)
- Mélancolie (Symphonique) (2021)
- Things I Want (2023)
- Scars (2024)
- See Me Now (2024)
- Adrenaline (2024)
- Homesick (2025)
- Bad News (2025)

### Reprises
- Something Big (2015)
- Love Me Like You Do (2016)
- All I Want for Christmas Is You (2016)
- Maman j'ai mal (2017)
- When the Party's Over (2019)
- Malamente (2020)
- Stoned at the Nail Salon (en) (2021)
- Happier Than Ever (2021)
- Easy On Me (2021)
- Jealousy (2022)

### Tournée
- Lenni-Kim en concert (2018-2019)

## Filmographie

### Longs métrages
- 2016 : Le Pacte des anges, de Richard Angers : William
- 2022 : Snow Day the Musical : danseur

### Court métrage
- 2021 : You Can Live Forever

### Séries télévisées
- 2013 : Les Beaux Malaises, sur TVA : Martin Matte, jeune
- 2015-2016 : Marc-en-peluche, sur Télé-Québec : Jérôme (web-série)
- 2018 : Demain nous appartient, sur TF1 : Zac, correspondant québécois des jumeaux Moreno
- 2020 : Léo Mattéï, Brigade des mineurs, sur TF1 (saison 7, épisodes 1 et 2) : Lucas
- 2021 : The Republic of Sarah sur The CW : Hunter Cool Kid #1 (1 épisode)
- 2022 : Transplant sur CTV : Lucas (saison 2, épisode 1)
- 2023 : Wong & Winchester sur Citytv : Zander (saison 1, épisode 5)
- 2023 : Indéfendable sur TVA : Benjamin Boivin (saison 1, épisode 92)
- 2023 : FEM sur Unis : Zav (rôle principal)

### Web-séries
- 2022 : Lou & Sophie (saison 1) : Will
- 2022 : Detox (saison 1, épisode 6) : James

### Émissions télévisées
Lennikim participe à divers compétitions et talent shows diffusés à la télévision.
- 2015 : The Voice Kids (saison 2), sur TF1 : candidat
- 2017 : Danse avec les stars (saison 8), sur TF1 : candidat
- 2017 : concert des Enfoirés Kids, sur TF1 : chanteur participant
- 2018 : Fort Boyard, sur France 2 : candidat
- 2018 : Baby-sitter : star incognito, sur Gulli : le baby-sitter québécois
- 2019 : Fort Boyard, sur France 2 : candidat
- 2024 : Zénith, sur ICI Télé : candidat

### Clips
- Pourquoi tout perdre (2015)
- All I Want for Christmas Is You (2015)
- Aimer les monstres, Émile Proulx-Cloutier (2014)
- Don't Stop (2017)
- Yolo (2017)
- Miraculous, avec Lou Jean (2017)
- Juste toi et moi (2018)
- Minuit (2019)
- Ce mur qui nous sépare, avec Lou Jean (2019)
- Bad Buzz (2020)
- Mélancolie (2021) et Mélancolie - version symphonique (2021)
- Things I Want (2024)
- Scars (2024)

## Nominations
- 2017 : NRJ Music Awards : Révélation francophone de l'année[33].
- 2019 : NRJ Music Awards : Révélation francophone de l'année[15].
- 2019 : Olympia Awards : Révélation musicale de l'année[17].
- 2024 : Prix Gémeaux - "Meilleur premier rôle masculin : série dramatique"[25].